# Droga krajowa B8 (Austria)
Droga krajowa B8 (Angerner Straße)  - droga krajowa w północno-wschodniej Austrii. Arteria zaczyna się w centrum Wiednia, przecina Dunaj mostem Reichsbrücke i dalej prowadzi w kierunku wschodnim, ku granicy ze Słowacją. Wzdłuż drogi biegnie linia kolejowa z Wiednia do czeskiego Brna. Droga B8 stanowi główne połączenie powiatu Gänserndorf ze stolicą kraju.

## Odgałęzienie
Liczące 6 km odgałęzienie od drogi B8 oznaczone jako B8a łączy Weikendorf z Zwerndorf.